# أدريانو فيريرا مارتينز
أدريانو فيريرا مارتينز (بالبرتغالية: Adriano Ferreira Martins‏) (21 يناير 1982 في ساو باولو في البرازيل – )؛ هو لاعب كرة قدم سابق كان يلعب كمهاجم.

## وصلات خارجية
- أدريانو فيريرا مارتينز على موقع رابطة كرة القدم اليابانية للمحترفين (اليابانية)
- أدريانو فيريرا مارتينز على موقع قاعدة بيانات كرة القدم.إي يو (الإنجليزية)
- أدريانو فيريرا مارتينز على موقع Soccerway.com (الإنجليزية)
- أدريانو فيريرا مارتينز على موقع عالم كرة القدم.نت (الإنجليزية)